# Decembrie 1985
Acest articol este generat integral pe baza informațiilor din articolul 1985 și este actualizat periodic de un robot.
 Editările făcute în articol vor fi șterse la următoarea actualizare! Dacă doriți să faceți modificări, editați articolul-sursă.

ianuarie -
februarie -
martie -
aprilie -
mai -
iunie -
iulie -
august -
septembrie -
octombrie -
noiembrie -
decembrie
Decembrie 1985 a fost a douăsprezecea lună a anului și a început într-o zi de duminică.

## Nașteri
- 1 decembrie: Nathalie Moellhausen, scrimeră italiană
- 4 decembrie: Ibtihaj Muhammad, scrimeră americană
- 4 decembrie: Krista Siegfrids, cântăreață finlandeză
- 5 decembrie: Constantin Cosmin Costea, fotbalist român
- 5 decembrie: André-Pierre Gignac, fotbalist francez
- 5 decembrie: Jürgen Gjasula, fotbalist german
- 5 decembrie: Roxana Lupu, actriță română
- 5 decembrie: Eric de Oliveira (Eric de Oliveira Pereira), fotbalist brazilian
- 5 decembrie: Eric de Oliveira, fotbalist brazilian
- 6 decembrie: Florina Chintoan, handbalistă română
- 7 decembrie: Maximilian Haas, fotbalist german
- 7 decembrie: Nicolae Constantin Tănase, regizor de film, român
- 7 decembrie: Ciprian Ciubuc, politician român
- 8 decembrie: Dwight Howard, baschetbalist american
- 8 decembrie: Andrei Prepeliță, fotbalist și antrenor român
- 10 decembrie: Vincent Bueno, cântăreț filipinez
- 10 decembrie: Lê Công Vinh, fotbalist vietnamez
- 12 decembrie: Cristian Boldea, fotbalist român
- 14 decembrie: Jakub Błaszczykowski, fotbalist polonez
- 14 decembrie: Juan Camilo Zúñiga, fotbalist columbian
- 15 decembrie: Adi Rocha (Adi Rocha Sobrinho Filho), fotbalist brazilian
- 16 decembrie: Aylin Cadîr, cântăreață română de etnie turcă
- 16 decembrie: Stanislav Manolev, fotbalist bulgar
- 18 decembrie: Alexandra Murăruș, actriță de teatru, film și traducătoare română
- 18 decembrie: Vlad Corbeanu, actor român
- 19 decembrie: Andrea Baldini, scrimer italian
- 19 decembrie: Gary Cahill (Gary James Cahill), fotbalist britanic
- 19 decembrie: Carolin Golubytskyi, scrimeră germană
- 19 decembrie: Tadanari Lee, fotbalist japonez
- 22 decembrie: Ciprian-Constantin Șerban, politician român
- 23 decembrie: Arcángel, cântăreț american
- 25 decembrie: Franziska Schaub, fotomodel german
- 25 decembrie: Maria-Gabriela Horga, politiciană română
- 25 decembrie: Rusev (Miroslav Barnyashev), wrestler profesionist bulgar
- 26 decembrie: Marija Jovanović, handbalistă muntenegreană
- 26 decembrie: Kunimitsu Sekiguchi, fotbalist japonez
- 27 decembrie: Adil Rami, fotbalist francez
- 29 decembrie: Nicolas Limbach, scrimer german
- 30 decembrie: Gueye Mansour, fotbalist senegalez

## Decese
- 6 decembrie: Denis de Rougemont, 79 ani, scriitor elvețian (n. 1906)
- 8 decembrie: Cornel Bodea, 82 ani, chimist român (n. 1903)
- 12 decembrie: Anne Baxter, 62 ani, actriță americană (n. 1923)
- 17 decembrie: Liviu Rusu, 84 ani, psiholog, estetician și cercetător român (n. 1901)
- 21 decembrie: Kamatari Fujiwara, 80 ani, actor japonez (n. 1905)
- 28 decembrie: Gheorghe I. Năstase, 89 ani, politician din R. Moldova și geograf român (n. 1896)
- 31 decembrie: Nicolae Kirculescu, 82 ani, compozitor român (n. 1903)